# Capasa obliquaria
Capasa obliquaria là một loài bướm đêm trong họ Geometridae.